# Jasiukówka
Jasiukówka (biał. Ясюкоўка; ros. Ясюковка) – wieś na Białorusi, w obwodzie mińskim, w rejonie wilejskim, w sielsowiecie Dołhinów.

## Historia
W czasach zaborów w granicach Imperium Rosyjskiego. W 1866 liczyła 78 mieszkańców.
W latach 1921–1945 wieś leżała w Polsce, w województwie nowogródzkim (od 1926 w województwie wileńskim), w powiecie duniłowickim (od 1926 w powiecie wilejskim), w gminie Budsław.
Według Powszechnego Spisu Ludności z 1921 roku zamieszkiwało tu 120 osób, 119 było wyznania rzymskokatolickiego a 1 prawosławnego. Jednocześnie 85 mieszkańców zadeklarowało polską przynależność narodową, 33 białoruską a 2 litewską. Były tu 23 budynki mieszkalne. W 1931 w 23 domach zamieszkiwało 115 osób.
Miejscowość należała do parafii rzymskokatolickiej w Budsławiu. Podlegała pod Sąd Grodzki w Krzywiczach i Okręgowy w Wilnie; właściwy urząd pocztowy mieścił się w Budsławiu.
Do 1973 miejscowość wchodziła w skład sielsowietu Wołkołatka.